# Richard Scott
Richard A. Scott (Little Rock, 12 luglio 1971) è un ex cestista statunitense, professionista in Spagna e in Turchia.

## Carriera
Con gli Stati Uniti ha disputato le Universiadi di Buffalo 1993.